# Elezioni parlamentari in Belize del 2015
Le elezioni parlamentari in Belize del 2015 si tennero il 5 novembre per il rinnovo della Camera dei rappresentanti; furono indette in anticipo di oltre un anno rispetto alla scadenza naturale della legislatura precedente.

## Risultati
| Liste                                 | Voti    | %     | Seggi |
| ------------------------------------- | ------- | ----- | ----- |
| Partito Democratico Unito             | 71 452  | 50,52 | 19    |
| Partito Unito del Popolo              | 67 566  | 47,77 | 12    |
| Partito Progressista del Belize       | 2 336   | 1,65  | –     |
| Partito Verde Indipendente del Belize | 5       | 0,00  | –     |
| Indipendenti                          | 72      | 0,05  | –     |
| Totale                                | 141 431 | 100   | 31    |